# 2021년 5월 죽음
다음은 2021년 5월에 사망한 저명한 인물 목록이다.
- 5월 1일 - 미국의 영화배우 올림피아 두카키스
- 5월 2일
  - 대한민국의 정치인 류근환
  - 미국의 영화배우 보비 언저
- 5월 3일 - 미국의 가수 로이드 프라이스
- 5월 5일 - 대한민국의 정치인 김옥렬
- 5월 6일
  - 칠레의 생물학자 움베르토 마투라나
  - 일본의 만화가 미우라 켄타로
- 5월 7일 - 미국의 영화배우 토니 키탠
- 5월 8일
  - 대한민국의 정치인 이한동
  - 독일계 미국인 건축가 헬무트 얀
  - 미국의 재즈 트롬본 연주자 커티스 풀러
- 5월 9일
  - 대한민국의 성우 박상일
  - 영국의 영화배우 닐 코너리
- 5월 10일 - 대한민국의 무용가 이애주
- 5월 11일
  - 미국의 영화배우 노먼 로이드
  - 대한민국의 영화제작자 이춘연
- 5월 13일
  - 인도의 기업인 인두 자인
  - 대한민국의 가수 제이 윤
- 5월 15일 - 브라질의 영화배우 에바 비우마
- 5월 16일 - 방글라데시의 정치인 무두드 아흐메드
- 5월 18일
  - 대한민국의 성우 김호성
  - 이탈리아의 가수 프랑코 바티아토
  - 미국의 영화배우 찰스 그로딘
- 5월 19일 - 미국의 육상선수 리 에번스
- 5월 20일 - 나이지리아의 범죄인 아부바카르 셰카우
- 5월 21일
  - 인도의 환경운동가 순데랄 바후구나
  - 대한민국의 정치인 조상도
- 5월 24일 - 미국의 영화배우 새뮤얼 E. 라이트
- 5월 25일 - 대한민국의 정치인 이종남
- 5월 26일
  - 대한민국의 정치인 강철선
  - 이탈리아의 축구선수 타르치시오 부르니치
  - 대한민국의 독립운동가 김국주
- 5월 27일
  - 덴마크의 정치인 포울 슐뤼테르
  - 미국의 영화배우 로버트 호건
- 5월 28일 - 미국의 농구선수 마크 이턴
- 5월 29일
  - 미국의 영화배우 개빈 매클라우드
  - 미국의 가수 B. J. 토머스
  - 미국의 영화배우 조 라라
- 5월 31일 - 미국의 야구선수 마이크 마셜